# Тре
Тре (фр. Trets) — коммуна на юго-востоке Франции в регионе Прованс — Альпы — Лазурный Берег, департамент Буш-дю-Рон, округ Экс-ан-Прованс, кантон Тре.
Площадь коммуны — 70,31 км², население — 10 033 человека (2006) с выраженной тенденцией к росту: 10 383 человека (2012), плотность населения — 147,7 чел/км².

## Население
Население коммуны в 2011 году составляло 10 220 человек, а в 2012 году — 10 383 человека.
| 1962 | 1968 | 1975 | 1982 | 1990 | 1999 | 2006  | 2011  | 2012  |
| ---- | ---- | ---- | ---- | ---- | ---- | ----- | ----- | ----- |
| 2957 | 3250 | 3674 | 4735 | 7900 | 9314 | 10033 | 10220 | 10383 |

Динамика населения:

## Экономика
В 2010 году из 6845 человек трудоспособного возраста (от 15 до 64 лет) 4957 были экономически активными, 1888 — неактивными (показатель активности 72,4 %, в 1999 году — 68,5 %). Из 4957 активных трудоспособных жителей работали 4480 человек (2441 мужчина и 2039 женщин), 477 числились безработными (205 мужчин и 272 женщины). Среди 1888 трудоспособных неактивных граждан 605 были учениками либо студентами, 615 — пенсионерами, а ещё 668 — были неактивны в силу других причин.
На протяжении 2010 года в коммуне числилось 4028 облагаемых налогом домохозяйств, в которых проживало 10 114,0 человек. При этом медиана доходов составила 20 тысяч 513 евро на одного налогоплательщика.